# داريو كان
داريو كان (بالبرتغالية: Dario Khan‏) لاعب كرة قدم موزمبيقي ولد في 24 يناير عام 1984 يلعب حاليا في نادي الخريطيات القطري.
شارك مع منتخب بلاده في كأس الأمم الأفريقية لكرة القدم 2010 وقد قام بإحراز هدفين في مبارتين بنين ومصر خطأ في مرمى بلاده.

## روابط إضافية
- Player profile - national-football-teams.com

## روابط خارجية
- داريو كان على موقع قاعدة بيانات كرة القدم.إي يو (الإنجليزية)
- داريو كان على موقع ناشيونال فوتبول تيمز (الإنجليزية)
- داريو كان على موقع Soccerway.com (الإنجليزية)
- داريو كان على موقع كووورة